# Bandera de les Illes Cocos
La bandera de les Illes Cocos va ser creada el 2003 i adoptada oficialment el 6 d'abril de 2004. El disseny de la bandera és obra de Mohammed Minkom, que va guanyar el concurs convocat per la comunitat quan era adolescent.

## Disseny
La bandera està formada per un camp verd amb una palmera dins una rodella groga al quarter. Al vol, un creixent lunar al costat dels cinc estels que formen la constel·lació de la Creu del Sud, tot en groc també.

### Simbologia
- La palmera representa la flora tropical de les illes.
- El verd i el groc són els colors nacionals d'Austràlia, a la qual pertanyen les illes.
- El creixent lunar representa l'Islam, la religió majoritària de la població de les illes.
- La constel·lació de la Creu del Sud és un símbol tant d'Austràlia com de l'hemisferi sud.[3]

### Colors
Els colors de la bandera són el verd, el groc i el marró.
| Model de color | Verd            | Groc          | Marró          |
| -------------- | --------------- | ------------- | -------------- |
| Pantone        | 356 C           | Yellow C      | P 39-16 C      |
| RGB            | 0, 128, 0       | 255, 224, 0   | 128, 32, 0     |
| CMYK           | 100, 0, 100, 50 | 0, 12, 100, 0 | 0, 75, 100, 50 |
| HTML           | #008000         | #FFE000       | #802000        |